# Dissomorphia
Dissomorphia là một chi bướm đêm thuộc họ Geometridae.

## Các loài
- Dissomorphia australiaria (Guenée, 1857)